# 403-as főút
403-as főút (ungarisch für ‚Hauptstraße 403‘) ist eine ungarische Hauptstraße. Sie schafft eine Querverbindung im Nordwesten von Nyíregyháza.

## Verlauf
Die Straße zweigt bei der Anschlussstelle (csomópont) Nyíregyháza-keleti von der Autobahn Autópálya M3 nach Norden ab und erreicht bei Nyírtura die 4-es főút (Hauptstraße 4).
Die Gesamtlänge der Straße beträgt 14 Kilometer.